# Nordheim, Bas-Rhin
Nordheim là một xã thuộc tỉnh Bas-Rhin trong vùng Grand Est đông bắc Pháp.
Near Nordheim, there là một TV transmitter with a 280-metre guyed mast.